# Francis Fletcher
Francis Fletcher (1. března 1814 v Allerstonu, Yorkshire, Anglie – 7. října 1871 v Daytonu, Oregon) byl osadník v americkém státě Oregon a člen skupiny Peoria Party.
Narodil se v Allerstonu v anglickém hrabství Yorkshire a v jedenácti letech se s rodiči Williamem a Mary a se čtyřmi bratry přestěhoval do dnešního Nassagaweya Township v kanadské provincii Ontario. Ještě jako mladík se stěhoval do Peorie v americkém státě Illinois, kde se připojil k Peoria Party, se kterou cestoval na západ po Oregonské stezce. Do oregonského Willamettského údolí dorazil v roce 1840, kde si vyzvedl darovanou půdu na břehu Yamhillské řeky nedaleko svého životního přítele a spolucestovatele Amose Cooka. 2. května 1843 byli společně v Champoegu, kde tehdy hlasovali osadníci za vytvoření prozatímní oregonské vlády, která byla první americkou vládou západně od Skalistých hor.
V roce 1843 se oženil s Elizabeth Smith, která do Willamettského údolí přijela ještě ten rok po Oregonské stezce se svými rodiči, Andrewem a Polly Smithovými. Fletcherovi pak spolu vychovali osm dětí. V roce 1848 se Fletcher jako dobrovolník účastnil Kajuské války a později se dostal do správní rady Willamette University. V roce 1871 zemřel na své farmě nedaleko města Dayton v Oregonu. Jeho dům v Daytonu se nachází na Národním rejstříku historických míst.